# آسترو بوی
آسترو بوی (به انگلیسی: Astro Boy) که در ژاپن با نام اورجینال خود مایتی اتم (به انگلیسی: Mighty Atom) ⁪ (ژاپنی: 鉄腕アトム هپبورن: Tetsuwan-Atomu) شناخته می‌شود، مجموعه مانگا ژاپنی است که توسط اوسامو تزوکا نوشته و تصویرگری شده‌است که از سال ۱۹۵۲ تا ۱۹۶۸ در مجله شونن کوبونشا منتشر شد. ۱۱۲ چپتر در ۲۳ جلد تانکوبون جمع‌آوری شده و دارک هورس کامیکس ترجمه انگلیسی آن را در سال ۲۰۰۲ منتشر کرد.
داستان دربارهٔ یک پسر جوان اندرویدی به نام آسترو بوی با احساسات انسانی است که توسط اوماتارو تنما پس از مرگ اخیر پسرش توبیو ساخته شد. در ادامه آسترو به یک سیرک روباتی فروخته می‌شود اما توسط پروفسور اوچانومیزو از بردگی نجات می‌یابد. آسترو پسر جانشین اوچانومیزو می‌شود که خانواده ای روباتیک برای آسترو ایجاد می‌کند و به او کمک می‌کند تا مانند یک پسر معمولی یک زندگی عادی داشته باشد، در حالی که او را در ماجراجویی‌ها همراهی می‌کند.
آسترو بوی در سه مجموعه انیمه اقتباس شده که به ترتیب توسط استودیوهای Mushi Production و Tezuka Productions ساخته شده‌اند و چهارمین آن در حال توسعه است. آسترو بوی اولین سریال تلویزیونی محبوب ژاپنی متحرک محسوب می‌شود که بعداً در سراسر جهان به عنوان انیمه شناخته شد.
آسترو بوی یکی از موفق‌ترین فرنچایزهای مانگا و انیمه در جهان محسوب می‌شود و به معروف‌ترین اثر تزوکا تبدیل شده‌است. مجموع ۲۳ جلد تانکوبون بیش از ۱۰۰ میلیون نسخه در سراسر جهان فروخته و آن را به پرفروش‌ترین مانگای تزوکا و یکی از پرفروش‌ترین مجموعه‌های مانگای تمام دوران تبدیل کرده‌است. مجموعه انیمه‌های سال ۱۹۶۳ در تلویزیون ژاپن و آمریکا به محبوبیت رسید. آسترو بوی به دلیل اهمیت آن در توسعه صنعت انیمه و مانگا مورد ستایش قرار گرفته و این انیمه در لیست‌های متعددی از بهترین انیمه‌های تمام دوران حضور داشته و الهام بخش بسیاری از نویسندگان تأثیرگذار دیگر در خلق مانگا بوده‌است.